# Balavac
Balavac (Gymnocephalus cernua; sinonim: Acerina cernua), riba iz porodice grgeča koja živi širom Europe, naročito po ušćima velikih rijeka i bočatim jezerima. Riba je dna koja živi u malim jatim sporih rijeka gdje polako pretražuju dno u potrazi za hranom, kukcima, crvima i larvama, ali i sitnom ribom. 
Balavac naraste maksimalno 25 centimetara, a prosječna mu je dužina 12 centimetara. Može poživjeti do 10 godina, a najveća zabilježena izmjerena težina je 400 grama.
G. cernua je po leđima tamnomaslinast, po tijelu ima pjege, a koža mu je sluzava i pokrivena oštrom, sivom krljušti. Prednja i zadnja leđna peraja su mu srasla i bodljikava je, škržni poklopci su mu također bodljikavi
Spolno postaje zreo s tri godine. Pari se u travnju ili svibnju kada se temperatura vode popne na 10° do 15°C. Ženka je u stanju da položi do 100.000 jajašaca koja se lijepe na biljke i kamenu podlogu. Nakon izvaljivanja mlađi, dvanaestog dana od mrijesta, mlađ ostaje u dubokoj vodi. Raste izuzetno sporo, pa većina balavaca ne poraste više od 8 cm za dvije godine.